# Provinz Tarfaya

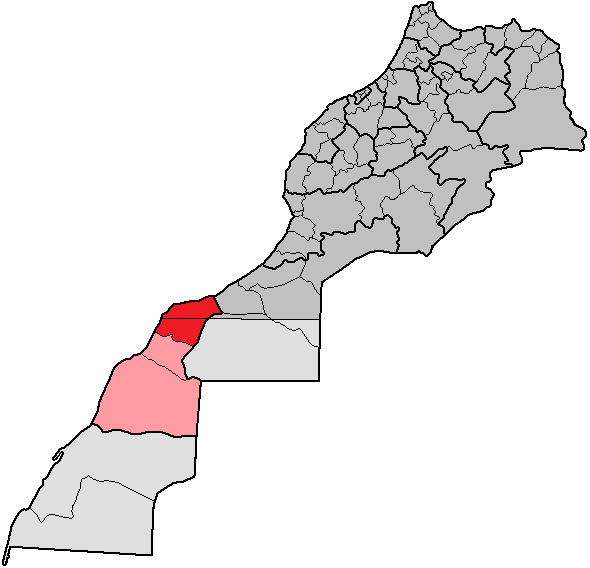
Provinz Tarfaya in der ehemaligen Region Laâyoune-Boujdour-Sakia El Hamra

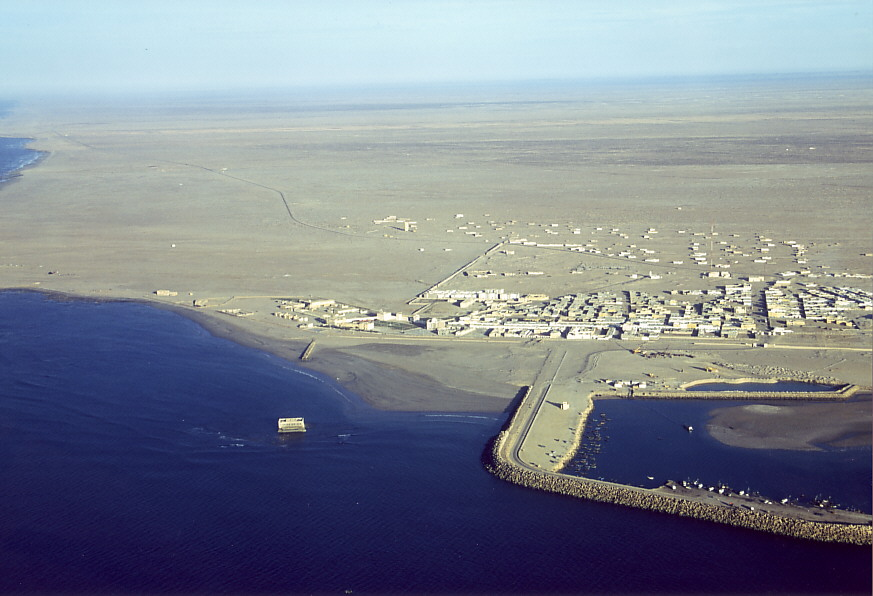
Luftaufnahme der Stadt Tarfaya

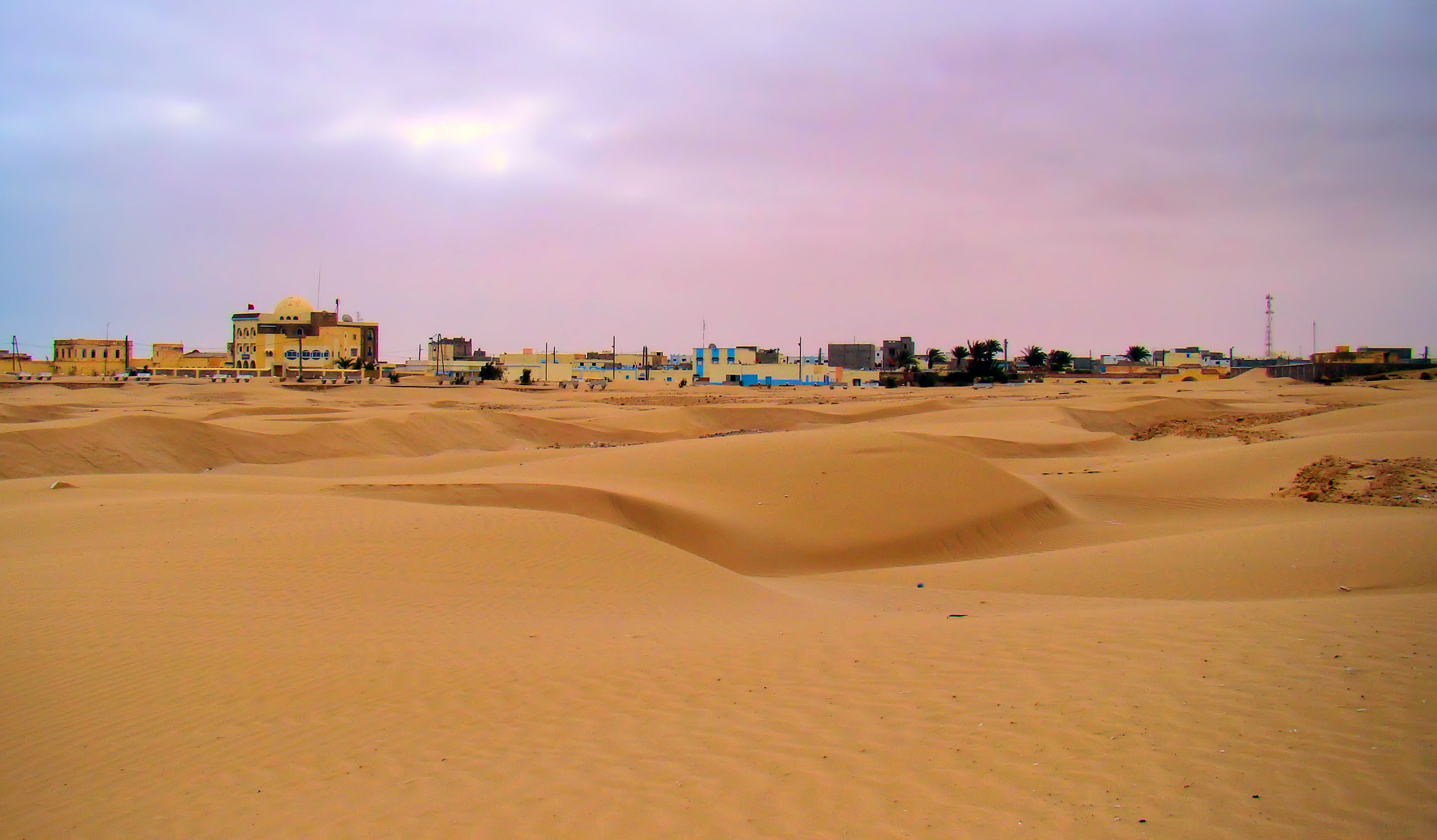
Skyline der Stadt Tarfaya

Die marokkanische Provinz Tarfaya liegt im Süden des Landes und ist seit 2015 eine der vier Provinzen der Region Laâyoune-Sakia El Hamra. Bei einer Gesamtfläche von ca. 12.270 km², die etwa zur Hälfte auf dem seit 1975/76 von Marokko annektierten Gebiet der Westsahara liegt, ist sie mit ihren nur ca. 13.000 Einwohnern die bevölkerungsmäßig kleinste Provinz des Landes. Die Hauptstadt ist die etwa 8.000 Einwohner zählende Stadt Tarfaya. Der Nordteil der Provinz gehörte von 1916 bis 1958 zum sogenannten Tarfaya-Streifen.

## Bevölkerung
Ein wesentlicher Faktor spielte die erst im 20. Jahrhundert einsetzende Sesshaftwerdung der Nomaden; seit den 1960er Jahren ließen sich auch Berber aus den immer trockener werdenden Regionen des Antiatlas hier nieder. Die Annektierung der Westsahara-Gebiete brachte einen zusätzlichen wirtschaftlichen Aufschwung für die Region.

## Wirtschaft
Fischfang und Landwirtschaft spielen nur untergeordnete Rollen im Wirtschaftsleben der Provinz; die Viehhaltung war in früheren Zeiten weitaus bedeutsamer. Viele Männer arbeiten heute in den Städten des Nordens oder in Europa. In den letzten Jahrzehnten des 20. Jahrhunderts ist der Tourismus als Einnahmequelle hinzugekommen.

## Orte
Nur die Stadt Tarfaya ist als städtisches Siedlungsgebiet (municipalité) eingestuft; die anderen Orte gelten als Landgemeinden (cummunes rurales).
| Gemeinde    | Einwohner 1994 | Einwohner 2004 | Einwohner 2014 |
| ----------- | -------------- | -------------- | -------------- |
| Tarfaya (M) | 4.506          | 5.615          | 8.027          |
| Daoura      | 966            | 878            | 1.108          |
| El Hagounia | 882            | 1.089          | 151            |
| Akhfennir   | 1.334          | 1.583          | 2.280          |
| Tah         | 563            | 1.255          | 1.516          |
| Summen      | 8.251          | 10.420         | 13.082         |